# Stazione di Cecina
La stazione di Cecina è una stazione ferroviaria a servizio della omonima città toscana. È ubicata sulla ferrovia Tirrenica ed è capolinea della linea per Volterra.

## Storia
Il comune di Cecina nacque nel 1852, mentre la stazione fu inaugurata, in forme diverse dall'attuale, il 20 ottobre 1863.
Il fabbricato viaggiatori fu ricostruito dopo i danneggiamenti subiti nel corso della seconda guerra mondiale. Negli anni 2020/2021 la stazione è interessata da lavori di riqualificazione, alzamento dei marciapiedi e la ristrutturazione del sottopassaggio. Mentre a metà settembre 2022, sono terminati i lavori per allungamento della pensilina ai binari 4 e 5. Il 21/11/2022 sono iniziati i lavori di rinnovamento del piano calpestabile ai binari 2 e 3, portandolo dalle usuali pietre ad incastro color terracotta ai più moderni lastricati neri. Inoltre è stato installato l'ascensore anche ai binari 4 e 5.  Rientra nel programma di regione toscana e Rfi per far rientrare Cecina come rango "Smart" Stations. 

## Strutture e impianti
La stazione è composta da 5 binari passanti per il servizio passeggeri, serviti da 3 banchine con pensiline, collegate tramite sottopassaggio e ascensori.
Il primo binario è generalmente utilizzato per i treni diretti a Volterra, mentre il secondo e il terzo sono i binari di corsa della tirrenica. Il quarto e il quinto sono invece binari di circolazione.
Dispone di un ampio scalo merci (non più utilizzato come tale) che comprende un punto di rimessa per i convogli dedicati alla manutenzione della linea ferroviaria. Sul lato opposto al magazzino merci si trova una piattaforma girevole non più in funzione; fino al 2017 era altresì presente un raccordo, collegante lo scalo a uno zuccherificio.
Lungo la piattaforma del primo binario è presente un piccolo monumento di marmo dedicato a Lilla, amata cagnetta che ha vissuto a lungo nella stanza del Capo Stazione, dove aveva la sua cuccia. Alla sua morte Massimo Battini, con l'aiuto di una colletta a cui hanno partecipato numerose persone, non soltanto ferrovieri, ha fatto erigere la statua ora presente.

## Movimento
La stazione è servita da treni regionali e regionali veloci svolti da Trenitalia nell'ambito del contratto di servizio stipulato con la Regione Toscana; lo scalo è fermata anche di alcuni servizi a lunga percorrenza InterCity e Frecciabianca svolti dal medesimo operatore.

## Servizi
La stazione, è classificato da RFI nella categoria "Silver",  secondo i dati di Rfi nel 2022 ha una frequentazione di viaggiatori da 1.500 a 5.000 persone al giorno e dispone di:
- Biglietteria a sportello
- Biglietteria automatica
- Sala d'attesa
- Bar
- Servizi igienici

## Interscambi
Dal piazzale antistante la stazione partono servizi delle autolinee urbane e interurbane operate da Autolinee Toscane.
- Fermata autobus
- Stazione taxi
- Parcheggio